# Lorikatozaur
Lorikatozaur (Loricatosaurus) – rodzaj stegozaura żyjącego na terenach obecnej Europy w środkowej jurze około 164–161 milionów lat temu. Loricatosaurus znaczy „opancerzony jaszczur”. Nazwa powstała z połączenia słów: łac. loricatus (opancerzony) i gr. sauros (jaszczurka). Szczątki odnaleziono w Wielkiej Brytanii i Francji.

## Budowa
Prawdopodobnie był zbudowany podobnie jak inne stegozaurydy – miał małą głowę, średniej długości szyję i dość potężny korpus podparty czterema mocnymi nogami, z przednimi wyraźnie krótszymi od tylnych. Miał też długi ogon zakończony kolcami, które służyły zapewne do obrony przed drapieżnikami, takimi jak dubrillozaur czy eustreptospondyl. Poruszał się przeważnie na czterech kończynach, jednak niektóre cechy budowy i ślady pozostawione przez stegozaurydy sugerują, że od czasu do czasu poruszały się one na dwóch nogach. Loricatosaurus różnił się od pozostałych stegozaurów budową kręgów ogonowych.

## Historia taksonomiczna
Początkowo holotyp lorikatozaura został uznany za szczątki rodzaju Stegosaurus, jako gatunek S. priscus. Został on później uznany za należący do Lexovisaurus durobrivensis. W 2008 roku Maidment, Norman, Barrett i Upchurch uznali L. durobrivensis, którego holotyp okazał się niediagnostyczny, za nomen dubium i na podstawie części materiału wcześniej do niego zaliczonego utworzyli nowy takson – Loricatosaurus.

## Pozycja systematyczna
Na podstawie badań i analiz kladystycznych z roku 2008 uznano lorikatozaura za stegozauryda tworzącego klad, w skład którego wchodzą także tuodziengozaur i parantodon. Są one blisko spokrewnione z rodzajem Stegosaurus, zaś nieco odleglej z Kentrosaurus. Wszystkie te rodzaje należą do podrodziny Stegosaurinae.